# 四氮烯 (炸药)
四氮烯（代号：T4）又称特屈拉辛，是一种常见的四唑类起爆药，在第二次世界大战爆发后被广泛应用于军事工业领域。该药具有合适的撞击感度和针刺感度，但在威力、起爆能力、摩擦感度、耐热性、流散性等方面均存在缺点，无法作为单质起爆药使用。目前四氮烯主要用作叠氮化铅和斯蒂芬酸铅的敏化剂，以提升混合起爆药的点火性能和针刺感度。

## 历史
四氮烯最早由约翰尼斯·提艾利于1892年发现，其原始文献提到在使用乙酸研究氨基胍的重氮化反应时，交替加入氨基胍的硝酸盐、亚硝酸钠、乙酸会生成一种加热时会蒸发的黄色物质，经检测该物质分子式为C2H8N10O。1910年，霍夫曼和罗斯制备出四氮烯并研究了其基本性质。1955年，帕廷金团队应用多种方法确认四氮烯分子内部包含四唑基团，推翻了之前链状结构的假设，其推断的结构也在之后得到了理论计算的验证。

## 物理性质
四氮烯具有A型和B型2种晶型，其中B型为约60°C以下的稳定形态，超过该温度就会出现A型。常温下让B型与水接触也会使其缓慢变为A型。
| 晶型       | 晶系     | 晶胞参数                                   | 空间群 |
| ---------- | -------- | ------------------------------------------ | ------ |
| A型        | 单斜晶系 | a=1.2955nm b=0.9295nm c=0.6847nm β=111.54° | P21/a  |
| B型        | 单斜晶系 | a=1.2888nm b=0.9332nm c=0.6811nm β=112.47° | Ia     |
| 参考文献： |          |                                            |        |

一般状态下的四氮烯为白色或淡黄色结晶，晶体密度1.653g/cm3，但假密度仅为0.4至0.5g/cm3，堆积时结构疏松且流散性较差。减小四氮烯粒径可以有效提升其假密度至0.7g/cm3，进一步施加200MPa压力还可使该数值继续上升至1.47g/cm3。
四氮烯不溶于水且不易吸湿，将其长时间放置于相对湿度90%、温度30°C的环境中，药剂吸湿增量仅为0.77%。四氮烯还不溶于乙醇、戊醇、乙醚、丙酮、苯、甲苯、四氯化碳、二氯乙烷等常规有机溶剂。四氮烯可以溶于浓盐酸和浓硝酸，但在溶解后的酸液中加水会使该药重新析出。
四氮烯热安定性能较差：75°C加热48小时失重0.13%，100°C加热48小时失重23.2%、第2个48小时失重3.4%。利用这一性质，可以采用DSC测量分解放热的方式获取混合药剂中四氮烯的质量，进而推断其所占比例。但与此同时，四氮烯热安定性方面的缺陷也限制了其在炸药领域的进一步应用，部分研究团队自20世纪80年代起就已经开始筛选可能的替代物质。

## 化学性质
四氮烯可在热的稀酸和稀碱中发生分解反应：热的稀酸可使其分解为氨基胍、氰、氮气和水；热的稀碱则可使其分解为胍、叠氮四唑和水，其中胍又继续分解为氨基氰和氨。反应方程式如下：
常温下四氮烯与水不反应，但当温度上升至50°C时即会出现明显分解现象，60°C时反应逐渐剧烈并伴有气体生成，当水沸腾后，四氮烯会分解为氨基胍及一些重氮化合物，最终进一步分解为尿素、肼、氮气等小分子化合物。。
目前质谱分析和半经验量子化学计算均表面四氮烯分子中的四唑基团较为稳定，在分子分解时会整体脱离。质谱分析还发现氮-氮双键两侧的碳-氮键和氮-氮单键键能相当，推测二者可能同时断裂形成四唑自由基和氨基胍自由基，中间的氮-氮双键则会收缩，最终转化为氮气。除此之外，质谱上还出现了多种其他产物的特征峰，表明四氮烯分解途径较多。

## 制备工艺
四氮烯主要由氨基胍与亚硝酸钠经重氮化反应制得。工业生产中一般以较稳定的氨基胍碳酸盐为原料，经热硝酸反应生成可溶的氨基胍硝酸盐，随后在特定PH值和温度条件下与35%的亚硝酸钠溶液反应一段时间，经过滤、洗涤等工艺流程后即可得到四氮烯成品。
四氮烯的晶体形貌受到多重因素影响，原材料变质、加料速度过快或过慢、温度控制不稳定、洗涤不完全均会导致四氮烯晶体偏离正常的楔形，形成米粒形、短柱形等形状。使用这些非正常形状的四氮烯装填雷管会导致频繁的瞎火故障，进而严重影响产品合格率。目前主要通过改进生产工艺和加强操作人员管理解决此类问题。

## 爆炸性能
四氮烯氧平衡为-59.5%，属负氧平衡炸药。其爆容为400至450L/kg，爆热为3200kJ/kg，爆温4950°C，密度1.6g/cm3时爆速1500m/s。
在所有常用起爆药中，四氮烯的针刺感度最高，是常见的针刺药敏化剂。其他感度方面，四氮烯的摩擦感度与结晶斯蒂芬酸铅接近、略低于雷汞；其火焰感度也略低于雷汞。四氮烯的爆炸能力较弱，起爆性能也较差，在1g装药情况下依然不能起爆特屈儿，因此不能将该药作为单质起爆药使用。